# Calligrapha
Calligrapha is een geslacht van kevers uit de familie bladkevers (Chrysomelidae).
De wetenschappelijke naam van het geslacht werd in 1837 gepubliceerd door Louis Alexandre Auguste Chevrolat.

## Soorten
Het genus bevat de volgende soorten:

- Calligrapha (Bidensomela) androwi S. Clark & Cavey, 1995
- Calligrapha (Bidensomela) bidenticola Brown, 1945
- Calligrapha (Bidensomela) californica Linell, 1896
- Calligrapha (Bidensomela) incisa (Rogers, 1856)
- Calligrapha (Bidensomela) praecelsis (Rogers, 1856)
- Calligrapha (Calligramma) cephalanti (Schwarz, 1878)
- Calligrapha (Graphicallo) lunata (Fabricius, 1787)
- Calligrapha marmorata (Fabricius, 1798)
- Calligrapha panzoensis Bechyne, 1952
- Calligrapha pavimentata Gómez-Zurita, 2016
- Calligrapha sponsa Stål, 1859
- Calligrapha subdentata Bechyné
- Calligrapha suturella Schaeffer, 1933
- Calligrapha zapoteca Gómez-Zurita, 2016